# Vicente Morales Duárez
Vicente José Morales y Duárez de la Quadra (Lima, 24 de enero de 1755-Cádiz, 2 de abril de 1812) fue un jurista criollo peruano, quien llegó a ser Presidente de las Cortes de Cádiz.

## Primeros años y formación
Hijo de Vicente Antonio Morales y Santisteban, y de María Mercedes Duárez y Anzúrez. Inició sus estudios en el Seminario de Santo Toribio con el propósito de hacer profesión religiosa, pero acabado de fundar el Convictorio de San Carlos, pasó a él como maestro (1771) y en sus aulas perfeccionó su formación jurídica.
Entregado a los estudios teológicos, por esta época se distinguió en un acto público presenciado por el virrey Manuel Amat y Juniet (20 de marzo de 1773), disertando durante tres horas consecutivas sobre filosofía cristiana. Hizo la práctica forense en el estudio de Juan Felipe Tudela, y se recibió como abogado ante la Real Audiencia de Lima el 7 de junio de 1779.

## Carrera profesional
Optó el grado de doctor en Leyes y Cánones en la Universidad de San Marcos. Incorporado a la Sociedad de Amantes del País, asesoró en asuntos administrativos a los virreyes Francisco Gil de Taboada y Ambrosio O'Higgins. Mientras tanto, en la Universidad regentó las cátedras de Instituta (1792), Código (1794), Vísperas de Cánones (1797 y 1801) y Decreto de Graciano (1806).
Recomendado por el virrey O'Higgins ante el rey, para que se le concediera la primera vacante en alguna de las audiencias reales, decidió viajar a España. Para ello, nombró como sustituto en su cátedra a José Ostolaza (1809), mientras que la Universidad y el cabildo de Lima lo acreditaron como su procurador en la corte. Finalmente partió desde El Callao el 13 de enero de 1810.

## Actuación política en España
Llegado a la península, en los primeros días de agosto de 1810, fue nombrado alcalde de corte de la Real Audiencia de Lima (18 de septiembre de 1810), pero permaneció en España por haber sido elegido diputado a Cortes. Una vez instaladas las Cortes, fue nombrado vicepresidente.
Integró la comisión de Constitución, y en sus labores abogó por la igualdad de peninsulares y criollos, la representación de americanos en el gobierno central y la mejora de la condición de los indios.

"La América desde la conquista y sus indígenas han gozado los fueros de Castilla. Óiganse las palabras con que termina un capítulo de las leyes tituladas del año 1542, donde el Emperador Carlos así habla: -queremos y mandamos que sean tratados los indios como vasallos nuestros de Castilla, pues lo son Con respecto a esta justicia, había hecho antes en Barcelona una declaración en Septiembre de 1529 que dio mérito a la Ley l. Título 1, del libro 3.° de la Recopilación de las Indias, donde se dice que las Américas son incorporadas y unidas a la Corona de Castilla, conforme a las intenciones del Papa Alejandro VI. Debe hacerse alto en esas palabras incorporadas y unidas, para entender que las provincias de América no han sido ni son esclavas o vasallas de las provincias de España; han sido y son como unas provincias de Castilla, con sus mismos fueros y honores."
Vicente Morales y Duárez, 1811,

Jurada la Constitución, fue elegido presidente de las Cortes (24 de marzo de 1812) y mereció el tratamiento de "majestad". Sin embargo fue hallado sin vida en su habitación luego de un ataque de apoplejía. Sería enterrado con honores de Infante de España.